# Morfine
Morfine is een in de geneeskunde veelgebruikte krachtige narcotische pijnstiller. De apotheker Friedrich Sertürner isoleerde in 1816 het alkaloïde morfine {\displaystyle {\ce {C_{17}H_{19}NO_3}}} als een van de werkzame bestanddelen van opium. Het is dus een opiaat. De naam morfine is ontleend aan de god Morpheus uit de Griekse mythologie. Hoewel morfine in principe geheel synthetisch kan worden gemaakt, wordt de grondstof waar morfine uit wordt geëxtraheerd, de ruwe opium, nog steeds door de papaverplant geleverd. Morfine is opgenomen in de lijst van essentiële geneesmiddelen van de Wereldgezondheidsorganisatie WHO en valt onder de opioïden.
Morfine wordt voorgeschreven in de hoogste klasse van de pijnladder van de WHO. Indicaties om morfine voor te schrijven zijn acute ernstige pijn bijvoorbeeld na een operatie, een hartinfarct en bij asthma cardiale. Morfine wordt eveneens ingezet voor palliatieve zorg, bij chronische hevige pijn zoals in het terminale stadium van een ziekte. Daarnaast wordt morfine gebruikt als premedicatie voor anesthesie en als pijnstiller tijdens de operatie. Morfine wordt ingezet als pijnbestrijding bij palliatieve sedatie. Morfine wordt voor acute pijnstilling parenteraal toegediend, subcutaan, intramusculair, intraveneus of bij peridurale anesthesie. Als onderhoudsdosering wordt het in de vorm van zetpillen en als drank ingezet.
Een diagnostische bijwerking zijn kleine pupillen, miose. Een van de veel voorkomende bijwerkingen van morfine is misselijkheid. Om misselijkheid te verhelpen wordt een anti-emeticum zoals metoclopramide gegeven. Constipatie is een van de bijwerkingen van opioïden, dus ook van morfine.

## Invloed op het dagelijkse leven
Alhoewel onderstaande artikelen   geen duidelijkheid geven over het feit dat Morfine en andere opiaten een invloed hebben op het dagelijkse leven, geven ze wel aan dat de bijwerkingen van deze medicatie dit wel doen. Bij het gebruik van deze middelen komen misselijkheid, constipatie en braken (lichaamsfunctie) voor bij dertien (13) tot vijfentwintig (25) procent van de onderzochte doelgroep  Echter zou het gebruik van deze medicatie niet gelinkt zijn aan maag- en darmziekten .
Morfine heeft dan wel weer een invloed op de kwaliteit van leven (QOL), deze wordt o.a. gemeten met de McGill-score. De QOL vermindert wanneer een patiënt meer van deze medicatie gebruikt . Dit zou te maken kunnen hebben met het feit dat meer opiaten  gebruikt worden naar het einde van een behandeling toe.
Ook werd er gevonden door Boland et al. (2017) dat de bekwaamheid van patiënten verbetert als deze morfine of een morfineachtige genomen heeft. Wel moet hier nog bij gezegd worden dat het innemen van morfine niet samenhangt met de stijging in bekwaamheid van een patiënt .
Het belangrijkste gegeven dat we uit deze artikelen kunnen halen is dat het moment van overlijden niet beïnvloed wordt door het verhoogd gebruik van morfine .
De kwaliteit van het dagelijkse leven wordt wel beïnvloed door het gebruik van morfine. Dit zorgt niet voor een bewustzijnsdaling of een versnelling van overlijden.

## Websites
- apotheek.nl. morfine. met video
- Morfine HCl Teva 10 mg/ml, oplossing voor injectie, 2 december 2020.  Bijsluiter: informatie voor de gebruik(st)er, morfinehydrochloride